# Regmatodon polysetus
Regmatodon polysetus là một loài Rêu trong họ Regmatodontaceae. Loài này được (Griff.) Thér. miêu tả khoa học đầu tiên năm 1936.